# Баламандская декларация
Балама́ндская деклара́ция (Баламандское соглашение, Баламандский документ, официальное название «Униатство как метод единения в прошлом и нынешний поиск полного общения», фр. l'uniatisme, méthode d'union du passé, et la recherche actuelle de la pleine communion) — заявление, сделанное Смешанной международной комиссией по богословскому диалогу между Римско-Католической и Православной Церквями в ходе её VII пленарного заседания, которое состоялось с 17 по 24 июня 1993 года в Баламандском богословском институте, Ливан. Как отмечается в «Журнале Московской Патриархии», «этот текст является промежуточным рабочим документом Смешанной комиссии по богословскому диалогу, поэтому он не подписывался представителями Церквей».
Декларация заключает в себе огромные уступки обеих сторон православного-католического диалога. Католическая сторона провозглашает отказ от прозелитизма среди православных и «экспансии за счёт Православной Церкви». Униатство как метод достижения церковного единства отвергался, а греко-католические церкви не признавались как образец такого единства. С православной стороны уступкой было принятие существования Восточных католических церквей, сама активность которых для Православной церкви являлась камнем преткновения. Наконец, уступкой обеих сторон был взаимный отказ от исключительности — признание, что и Католическая церковь, и Православная церковь являются носителями спасения, а достижение единства «не может быть ни поглощением, ни смешением, но встречей в истине и любви». Свобода совести для верующих, любовь, прощение, открытый диалог, осуждение любых актов насилия против другой церкви, признание и уважение другой церкви должны были стать критерием межцерковных контактов.
Тем не менее, по мнению православных, прозелитическая деятельность католической церкви в традиционно православных регионах не прекратилась. Как отметил в мае 2006 года Патриарх Московский и всея Руси Алексий II, этот документ «так и не стал для католиков препятствием для насаждения унии и продолжения экспансии на восток».
Выработанное в 1993 году соглашение нельзя назвать общеправославным, так как в нём не участвовали Иерусалимская православная церковь, Сербская православная церковь, Болгарская православная церковь, Грузинская православная церковь, Элладская православная церковь, Православная церковь Чешских земель и Словакии, а также Православная церковь в Америке, которая традиционно не приглашается на подобные переговоры, поскольку Константинопольский Патриархат не признаёт её автокефалии.
На русском языке Баламандский документ был впервые опубликован в 1995 году во втором томе сборника «Единство», изданного Богородице-Рождественским Бобреневым монастырём Московской епархии, наряду с другими документами православно-католического богословского диалога. В феврале 1997 года Архиерейским собором Русской православной церкви было принято решение о публикации текста Баламандского соглашения 1993 года, а также комментария к нему в официальной церковной печати.

## Предыстория
На рубеже 1980—1990-х годов межконфессиональные отношения между Православной и Католической церквами значительно осложнились. Причиной тому стала в первую очередь активизация униатских церквей, вышедших из подполья и начавших восстанавливать свои приходы и структуры на местах, часто силовыми методами. Наиболее болезненно для православных этот процесс протекал на Западной Украине — во Львовской, Тернопольской, Ивано-Франковской областях и Закарпатье). Там дело доходило до массовых беспорядков, стычек, силовых захватов православных храмов. Православные общины изгонялись на улицу; против верующих, сохранивших единство с Московским Патриархатом была развёрнута кампания по дискредитации в печати. В Румынии греко-католики тоже вновь заявили о себе, а в Чехословакии они потребовали возврата своей былой собственности.
Прямой диалог с униатами оказался невозможным, так как греко-католики вышли из «четырёхсторонней комиссии», созданной в январе 1990 года из представителей Московского Патриархата, Римско-католической церкви, Украинской православной церкви и католиков восточного обряда из Западной Украины. Под сильным нажимом экстремистски настроенных представителей украинской партии Рух, которые заявили, что в случае прихода к власти все храмы будут отобраны у православных и переданы украинским униатам, последние решили, что нет никакой необходимости вести диалог с Православной Церковью. Массовый переход в униатство начался в 1989 году и в соседней Словакии при содействии новых властей. 29 мая 1990 года Президиум Национального совета Словакии издал закон «Об урегулировании имущественных взаимоотношений между Греко-Католической и Православной Церквами» (закон № 211/1990), в соответствии с которым греко-католической Церкви возвращалось все недвижимое имущество, принадлежавшее ей до 28 апреля 1950 года. Однако в Словакии данные процессы происходили относительно мирно, государство обязалось предоставить православной Церкви финансовую помощь для строительства (или обустройства) новых храмов. Как отмечалось в «Журнале Московской Патриархии», «мировая общественность с недоверием относилась к протестам Московского Патриархата, считая, что на Западной Украине происходит восстановление исторической справедливости». По словам митрополита Волоколамского Илариона (Алфеева): «Всё это привело к очень большому напряжению в наших двусторонних отношениях, а также сказалось и на православно-католическом диалоге, потому что мы отказались обсуждать пусть и значимые, но теоретические богословские темы. Мы настояли на том, чтобы обсуждалась тема унии».
Растущая активность униатов была замечена ещё на Третей предсоборной всеправославной конференции, прошедшей 28 октября — 6 ноября 1986 в Шамбези, Швейцария, где было заявлено, что «дальнейшее существование униатства как в его исторических формах, так и в современных проявлениях — неприемлемая реальность». На совещании Смешанной международной комиссии по богословскому диалогу 1987 года в Бари также кратко обсуждался вопрос об униатстве. На совещании этой комиссии в 1988 году в Новом Валааме было решено создать специальную совместную подкомиссию по униатству. На встрече подкомиссии в Вене 26 — 31 января 1990 года делегат от Элладской православной церкви протопресвитер Феодор Зисис, профессор патрологии богословского факультета Университета Аристотеля в Салониках, автор различных исследований по церковной истории, прочёл доклад, в котором заключалось требование упразднить униатство, выражалось недовольство реорганизацией Униатских церквей, вызванной решением II Ватиканского собора, и описывалось негативное отношение православных к участию униатов в римо-католической делегации в Смешанной международной комиссии по богословскому диалогу. Униатство как в Восточной Европе, так и на Ближнем Востоке подверглось осуждению.
Как следствие полная сессия Смешанной международной комиссии по богословскому диалогу, состоявшаяся во Фрайзинге, Германия, 6 — 15 июня 1990 года, занималась исключительно униатством. Отсутствовали на совещании шесть Православных церквей, в том числе Иерусалимская — главным образом по причине вышеназванной напряжённости. Делегация Элладской церкви, состоявшая из митрополита Перистерийского Хризостома (Зафириса) и Феодора Зисиса, выступила с предложением приостановить богословский диалог из-за «жгучей актуальности униатской проблемы» и из-за отсутствия многих церквей во Фрайзинге. Предложение принято не было. На совещании бурно, иногда даже яростно, обсуждалась ситуация в Украине и Румынии, униатство в целом и способы решения возникших проблем. Православные участники потребовали от Ватикана принятия конкретных мер против греко-католиков. Окончательный документ гласит: «уния как метод там, где она применялась, не служила целям сближения Церквей. Напротив, она вызвала новые разделения. Создавшееся, т. о., положение явилось поводом для столкновений и несчастий, которые запечатлелись в исторической памяти обеих Церквей. Кроме того, и экклезиологические мотивы побуждают искать иных путей»; «мы отвергаем униатство как метод поиска единства, поскольку оно противоречит общей традиции наших церквей». Кроме того, в нём подчёркивается важность свободы религии и примирения и осуждается прозелитизм.
Православные делегаты Смешанной международной православно-католической комиссии, встретились 11 — 12 декабря 1990 года на Фанаре, Стамбул, чтобы обсудить возрождение Униатских церквей. Патриарх Димитрий сказал, что он сожалеет о тупиковом состоянии богословского диалога, вызванном «неподобающими событиями» в Украине, Польше и других странах Восточной Европы, и что униатство, эта «первостепенная экклезиологическая аномалия», отравляет отношения между двумя церквами и значительно затрудняет межправославное сотрудничество. В заключительном заявлении совещания говорится, что «нынешний возврат к жизни униатства [в Центральной и Восточной Европе] сопровождается грубыми нарушениями прав человека и свободы религии. В частности, это выражается в применении прямого насилия против личности путём злоупотребления законодательным процессом, а также в подозрительных манипуляциях со стороны учреждений государственной администрации». Поэтому «униатство должно быть сегодня единственной темой нашего диалога». Фрайзингская декларация как «единственный положительный знак» в настоящее время «должна стать исходной точкой и базисом… богословского диалога».
Следующим этапом работы комиссии стало заседание Смешенного координационного комитета в Аричче (близ Рима), прошедшее с 10 по 15 июня 1991 года с целью собрать воедино для следующей полной сессии документы, выработанные тремя подкомиссиями в декабре 1990 года и в марте-апреле 1991 года, и оценить последствия для межцерковных отношений новых политических процессов в Восточной Европе. Делегат от Греческой православной церкви на совещании не присутствовал. Вопреки наметившимся в начале стремлениям нескольких католических делегатов затушевать Фрайзингскую декларацию и несмотря на атмосферу бескомпромиссности, совещание подготовило первый вариант совместного документа «Униатство как метод единения в прошлом и нынешний поиск полного общения», который и стал основой для баламандского документа. Была подчёркнута необходимость локальных встреч между конкурирующими сторонами в Украине и Румынии.
Далее последовала некоторая задержка, главной причиной которой были разногласия среди Православных церквей по вопросу о том, следует ли продолжать диалог. Наконец, такое совещание было решено провести в Баламанде, Ливан. В преддверии совещания Элладская церковь сделала все, что могла, чтобы совещание в Баламанде было отменено «из-за папской поддержки униатов», а когда решение о проведении встречи в Баламанде было принято, она решила не участвовать в совещании. Отсутствовали и другие противники диалога с Римом, в частности Иерусалимский патриархат.

## VII пленарное заседание Смешанной международной комиссии по православно-католическому диалогу

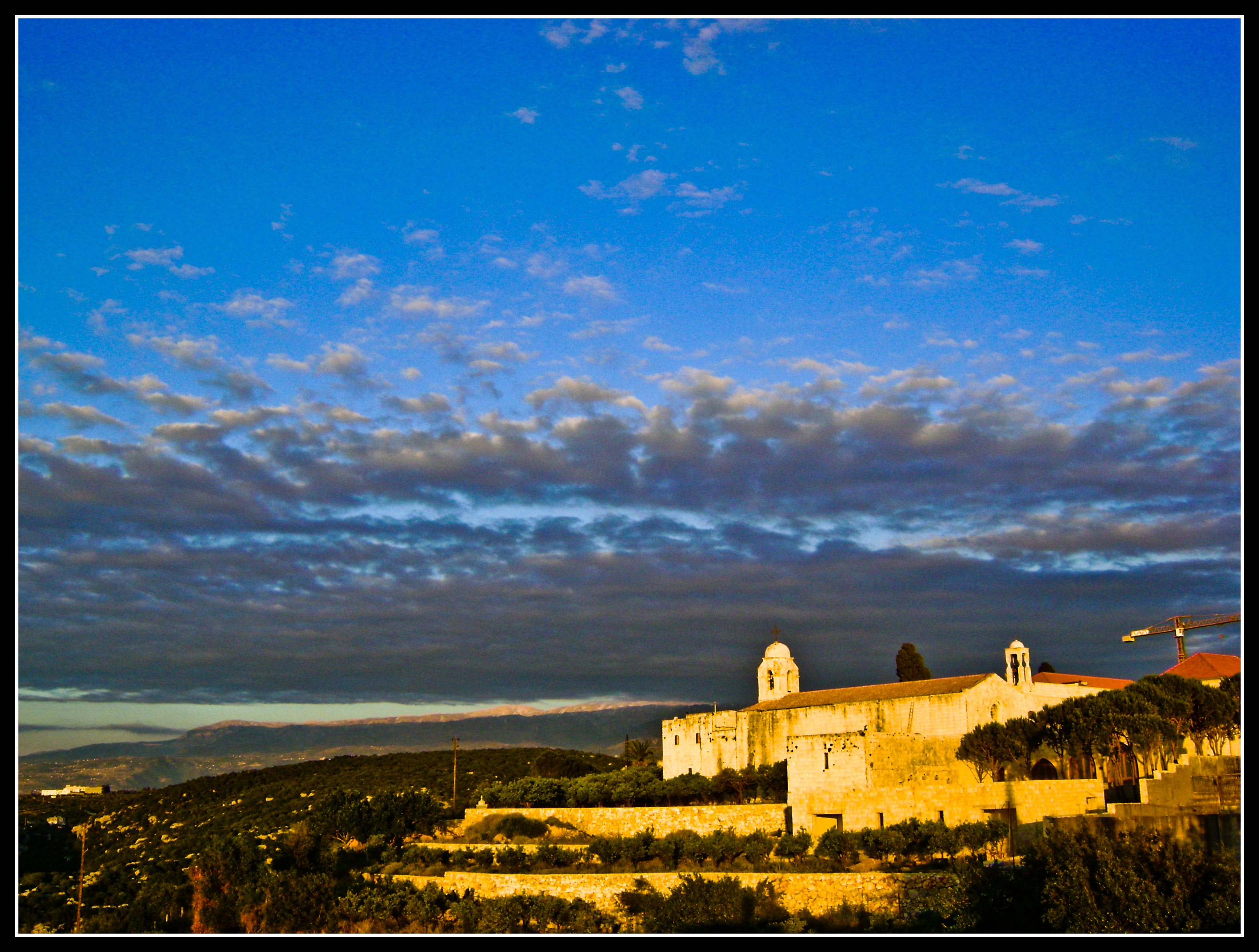
Баламандский монастырь

Седьмое пленарное заседание Смешанной международной комиссии по богословскому диалогу между Католической Церковью и Православной Церкви проходило с 17 по 24 июня 1993 года в Баламанде, недалеко от одноимённого монастыря и в здании Богословского института святого Иоанна Дамаскина и нового Баламандского университета. На этом пленарном заседании Совместной международной комиссии по диалогу присутствовало 14 представителей восьми автокефальных православных церквей и двадцать четыре члена Комиссии с католической стороны. Участников тепло встретил Патриарх Антиохийский Игнатий IV. Православные выразили протест против присутствия греко-католических делегатов в составе римо-католической делегации, поскольку считали их не принадлежащими ни к римскому католичеству, ни к восточному православию. Вместе с тем, ни один из них не представлял какую-либо греко-католическую церковь и не представил отчёта о пленуме какому-либо греко-католическому синоду.
Католическая делегация совершила богослужение в субботу днём, а православная делегация в воскресенье утром, каждая церемония проходила в исторической церкви монастыря в присутствии большого числа верующих. В понедельник, 21 июня, все патриархи Антиохийские, как православные, так и католические, были гостями на обеде у Патриарха Игнатия IV. Официальная делегация, представляющая комиссию нанесла визит вежливости к президенту Республики Ильясу Храуи и Председатель Парламента Набиху Берри во вторник, 22 июня. Вся комиссия затем совершила поездку по историческому центру Бейрута.
Седьмое пленарное заседание было полностью сосредоточено на богословских и практических вопросах, связанных с существованием и пастырской деятельностью восточных католических (униатских) церквей. Смешанная международная комиссия по православно-католическому диалогу в Баламанде имела в своём распоряжении рабочий документ, разработанный координационным комитетом Комиссии в ходе её встречи в Аричче (Рим) в июне 1991 года. Этот текст был изучен и переработан «в откровенном и братском духе».
Текст декларации был первоначально разработан на французском языке и переведён на английский язык во время встречи.
Документ, выработанный в Баламанде Совместной международной комиссией по богословскому диалогу, был направлен главам Католической и поместных православных церквей для утверждения и применения.

## Содержание декларации
Документ состоит из трёх частей: «Введение», «Экклезиологические принципы» и «Практические правила». Составленный документ:
- констатирует отсутствие единства между православием и католичеством (пп. 6-11), а также то, что имевшие место в прошлом способы его достижения оказались безуспешными (пп. 7, 9) и породили серьёзные конфликты и недоверие (пп. 7-11).
- рассматривает православную и католическую Церкви в качестве «Церквей-сестёр» (пп. 12, 14, 27); пункт 14 являлся отсылкой к энциклике Иоанна Павла II «Slavorum Apostoli»[3].
- признаёт униатские церкви «восточными католическими церквами» (пп. 3, 8, 16, 23, 34), «как часть католической общины» (п. 3), которые должны руководствоваться положениями II Ватиканского собора (п. 16) и быть равноправными участниками в деле экуменического диалога (пп. 16, 34);
- объявляет, что «пастырская деятельность как латинской, так и Восточных католических церквей, больше не направлена на то, чтобы побуждать верующих одной Церкви переходить в другую; таким образом, она больше не стремится к прозелитизму среди православных. Она стремится к удовлетворению духовных нужд своих собственных верующих и не имеет никакой воли к экспансии за счёт Православной Церкви» (п. 22) и исключает «униатский подход» как способ поиска полного общения (п. 4)
- предлагает забыть историю «отношений между Православной Церковью и восточными католическими церквами» (п. 23) и осуждает «попытки возвращения восточных католиков в Церковь отцов» православной стороной (п. 11);
- декларирует, что православие и католичество в равной мере ведут ко спасению, и утверждает равенство спасительного действия и подлинности святых таинств как в православии, так и в католичестве (пп. 10, 13, 28, 30);
- призывает учитывать «религиозную свободу верующих», которые «должны иметь возможность свободно высказывать своё мнение, когда их об этом спрашивают» (п. 24);
- предлагает верующим оказывать «помощь другим Церквам в их богослужении, представляя свою собственную церковь в их распоряжение по обоюдному согласованию, которое позволило бы совершать богослужения по очереди в разное время в одном и том же здании» (п. 28);
- предлагает создание католиками «новых структур в регионах, традиционно относящихся к юрисдикции Православной Церкви», лишь после совета между местными епископами Церквей; и вообще рекомендует «избегать душепастырской деятельности, которая грозила бы в скором времени вылиться в соперничество или даже конфликт» (п. 29);
- настаивает на необходимости «уделить особое внимание подготовке будущих священников», образование которых «должно быть объективным и положительным по отношению к другой Церкви», проповедовать подлинность её «сакраментальной жизни» (таинств), излагать историю, «ориентированную на согласованную или даже общую историографию обеих Церквей» (п. 30);
- объявляет, что цель «диалога любви» — «обрести полное общение, которое существовало между нашими Церквами более тысячелетия» (п. 20);
- считает, что предложенные принципы и методы исключат в будущем «всякий прозелитизм и всякое стремление к экспансии католиков в ущерб Православной Церкви» и устранят препятствия для дальнейшего экуменического диалога (п. 35).

## Участники
Как отметил глава Синодальной богословской комиссии митрополит Филарет (Вахромеев), текст был завизирован представителями девяти поместных Православных церквей; относительно представителя Русской православной церкви игумена Нестора (Жиляева), он отметил: «Текст был лишь завизирован в рабочем порядке, причем лицом, не имевшим полномочий для принятия ответственных решений в этой области».

### от Православных церквей
В обсуждении документа участвовали следующие представители поместных Православных церквей:

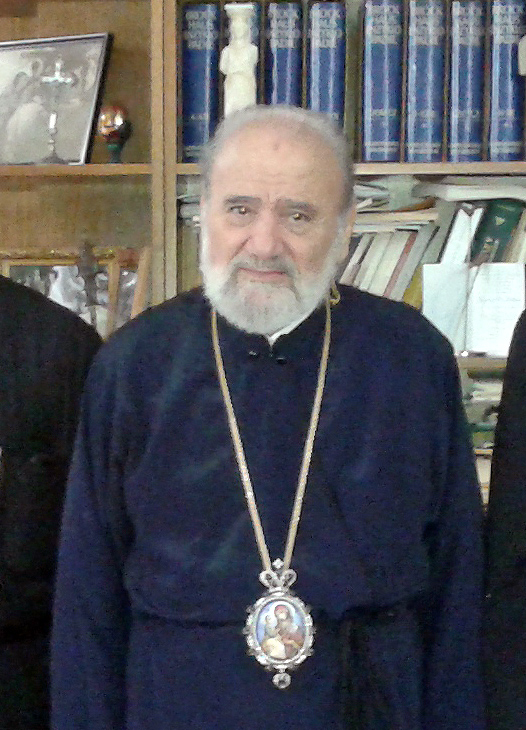
Митрополит Стилиан (Харкианакис). Фото 2014 года

- Константинопольская православная церковь:
  - Архиепископ Австралийский Стилиан (Харкианакис), сопредседатель Смешанной международной комиссией по богословскому диалогу между Римско-Католической Церковью и Православной Церквями
  - Митрополит Итальянский Спиридон (Папагеоргиу) (Константинопольский патриархат), исполнительный секретарь Смешанной международной комиссией по богословскому диалогу между Римско-Католической Церковью и Православной Церквями
- Александрийская православная церковь:
  - Митрополит Нубийский Дионисий (Хадживасилиу)
  - Профессор Константин Пателос
- Антиохийская православная церковь
  - Митрополит Библский и Ботрисский Георгий (Ходр)
  - Архимандрит Иоанн (Язиджи)
- Русская православная церковь:
  - Игумен Нестор (Жиляев)
- Румынская православная церковь:
  - Митрополит Трансильванский Антоний (Плэмэдялэ)
  - Протоиерей Думитру Раду
- Кипрская православная церковь:
  - Митрополит Морфский Хрисанф (Сарияннис)
  - Профессор Макарий Папахристофору
- Польская православная церковь:
  - Иеромонах Варсонофий (Дорошкевич)
- Албанская православная церковь:
  - Профессор Феодорос Папапавли
- Финляндская архиепископия Константинопольского патриархата:
  - Епископ Йоэнсууйский Амвросий (Яаскеляйнен)

### от Католической церкви
От Католической церкви участвовали:

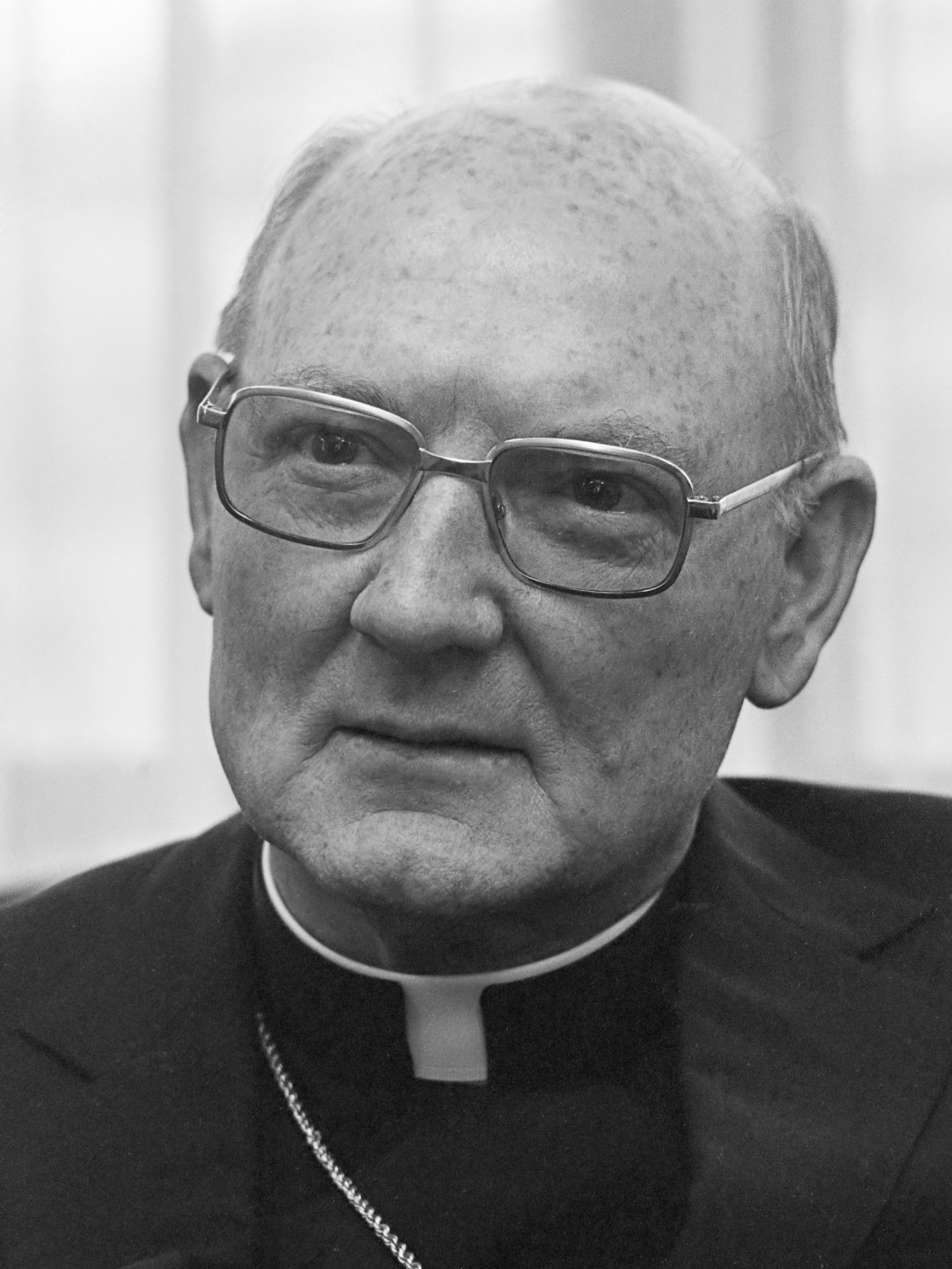
Кардинал Эдвард Идрис Кассиди. Фото 1984 года

- кардинал Эдвард Идрис Кассиди, сопредседатель Смешанной международной комиссией по богословскому диалогу между Римско-Католической Церковью и Православной Церквями
- кардинал Роже Эчегарай, Председатель Папского Совета Справедливости и Мира и Председатель Папского Совета Cor Unum
- кардинал Фридрих Веттер, архиепископ Мюнхена и Фрайзинга
- Николаос Фосколос, римо-католический архиепископ Афинский
- Андреа Мариано Маграсси[итал.], Архиепископ Бари-Битонто
- прелат Мирослав Стефан Марусин, титулярный архиепископ Кади, секретарь Конгрегации по делам Восточных Церквей
- архиепископ Бухарестский Иоан Робу[англ.]
- Альфонс Носсоль[пол.], епископ Опольский
- прелат Пьер Дюпре[нем.], секретарь Папского совета по содействию христианскому единству
- Франк Перко[словен.], архиепископ Белграда
- Бутрос Жмайель[англ.], маронитский архиепископ Кипра
- священник Жан Корбон[нем.]
- профессор архимандрит Фредерик Макманус[англ.]
- священник профессор Димитриос Салахас
- священник профессор Эрнст Христоф Зуттнер
- священник профессор Херманн Фогт[нем.]
- архимандрит Эмманюэль Ланн, O.S.B.
- профессор Жан Мари Рожер Тийяр[нем.], O.P.
- профессор Андре де Аллё[англ.], O.F.M.
- священник Франс Бувен
- профессор John F. Long, S.J.
- священник профессор Patrick van der Aalst
- священник Ливиу Пандря[рум.]
- профессор Витторио Пери[вд]
- священник Юзеф Май[пол.] (вместо секретаря Элеутерио Фортино[англ.])

## Реакция

### Положительная
Баламандский документ, с его решительными и революционными формулировками, сразу же подвергся всесторонней критике как с православной, так и с католической стороны. Без возражений приняли её два главных действующих лица православно-католического диалога — папа римский и Патриарх Константинопольский.
Митрополит Эфесский Хризостом (Константинидис), и второе лицо в Константинопольском патриархате после патриарха, профессор догматического богословия Богословской школы на Халки, знаток экуменизма, писал о том, как это замечательно, что в наше время, время великих смущений и перемен в Восточной Европе, Смешанная международная комиссия сумела произвести такие полезные тексты, как Фрайзингская и Баламандская декларации. Великий протопресвитер Георгий Цецис, постоянный представитель Константинопольского патриархата во Всемирном совете церквей, говорил об «экклезиологическом прорыве», ссылаясь на отказ от церковной исключительности и на концепцию церквей-сестёр. Православно-римо-католическая консультация в США отреагировала осторожно, но положительно. Католическо-православный совместный комитет Франции выразил удовлетворение и заявил о своём присоединении к Декларации.
13—14 июня 1995 года в Стамбуле состоялось совещание Межправославной комиссии по диалогу с Римо-католической церковью. На этом официальном совещании было заявлено, что баламандский документ является шагом в правильном направлении и содержит важные предложения по проведению в жизнь Фрайзингского соглашения. Было подчёркнуто, что, согласно решению Третьего всеправославного предсоборного совещания 1986 года, каждая поместная Православная церковь должна принимать участие в совещаниях Смешанной международной комиссии по богословскому диалогу с тем, чтобы свидетельство православных было более динамичным, и что следует избегать всяких дебатов «а posteriori» и сомнений относительно принятых на этих совещаниях решений. Было принято обращение к Римо-католической церкви с призывом не праздновать каких бы то ни было событий (типа 400-летия Брестской унии), которые могли бы возродить негативные эмоции в Православной церкви.

### Отрицательная
Консервативные и традиционалистские круги и в православии и в католицизме усматривали в Баламандском документе экклезиологическое уравнивание православной и католической Церквей, особенно неприемлемыми для них были утверждения Баламандского документа об «одних и тех же таинствах», в том числе о «едином таинстве Священства, приносящем единую Жертву Христову», которые могут привести к выводу, что таинства «Церквей-сестёр Востока и Запада», «совместно сохраняющих Церковь Божию», равноспасительны и полному евхаристическому общению мешают только «предрассудки и использование истории в политических целях». Эти утверждения трудно согласовать с позициями сторон, каждая из которых рассматривает свою Церковь как универсальную и единственно истинную. Критике подверглось и употребление термина «церкви-сёстры» в отношении Православной и Католической Церквей.
Униаты были недовольны тем, что документ отвергает унию как метод, тем самым ставя под вопрос само существование униатских церквей, кроме того, они почувствовали, что в качестве «Церкви-сестры» могут рассматривать не их, а местную православную Церковь. Апостольский администратор для греко-католиков Румынии епископ Георгий Гуциу, направил в 1994 году письмо Папе Иоанну Павлу II, в котором резко критиковал как раз те положения Баламандского документа, которые отвергают «униатство» как метод, противоречащий традиции обеих Церквей, обвиняя Румынскую православную церковь в том, что она не отказывается от присоединения путём насилия и террора в 1948 году Румынской униатской церкви к Румынской православной (Chretiens en marche. 1994. № 43). Кончается же это письмо однозначным и жёстким отвержением не только Баламандского документа, но и вообще всех плодов православно-католического диалога по проблеме унии: «Румынская церковь, пребывающая в общении с Римом, ничего не приемлет из текстов, подписанных на Родосе, во Фрайзинге, Аричче и Баламанде, и объявляет недействительными подписи, поставленные под этими текстами» (там же). Ряд критических замечаний к Баламандскому документу (впрочем, в гораздо более мягкой форме, не отрицая его полезности в целом) высказал глава украинских греко-католиков кардинал Мирослав Любачивский.
По мнению православного священника Иоанниса Романидиса, бывшего профессора догматического богословия Салоникского университета, представителя Элладской церкви в Центральном комитете Всемирного совета церквей и в нескольких богословских диалогах, то, что произошло в Баламанде, — это акт подчинения «римо-православных» «франко-латинянам». Взаимное признание друг друга церквами-сёстрами решительно неуместно, ибо франко-латиняне никогда не интересовались исцелением человеческой личности путём очищения, просвещения и прославления, а это составляет душу таинств. По мнению митрополита Димитриадского Христодула (Параскеваидиса), одного из влиятельнейших епископов в Греции, осуждение униатства и признание за Униатскими церквами права на существование — две вещи несовместные. Неправомерна также и свобода религии, ибо униаты скорее всего воспользуются ею для прозелитизма. Кроме того, он заявил о неприемлемости теории ветвей.
В декабре 1993 года монахи горы Афон направили пространное письмо к Патриарху Варфоломею с выражением недовольства Баламандской декларацией. В письме говорится, что раньше утверждения патриарха о том, что униатство является непреодолимым препятствием к диалогу, очень обнадёживали, и это правда, но, так же как и за формальным осуждением униатства Всеправославной конференцией на Родосе, за этим ничего не последовало. Авторы пиьма настаивали, что униатство использовалось Римом для подчинения себе православия. Признание римского католичества как церкви-сестры совершенно неуместно, ибо в католичестве христианство подверглось многим схизматическим и еретическим искажениям, таким, как верховная власть папы или «тварная благодать», а также в силу своей антропоцентрической ориентации. Только православие есть единая и истинная Церковь Христова. Церковное единство может быть достигнуто только путем возврата неправославных в Православную церковь. Письмо заканчивается требованием, чтобы патриарх отверг Баламандскую декларацию. 18 марта 1994 года письмо было опубликовано в греческой печати и затем было переведено на русский, сербский и английский языки. Священный синод Элладской православной церкви на своей сессии 8 декабря 1994 года отверг Баламандскую декларацию, заявив, что она «неприемлема с православной точки зрения и противоречит православной традиции», что она фактически аннулирует Фрайзингскую декларацию и Послание предстоятелей Православных церквей 1992 года, что она явилась результатом сильного влияния Ватикана в пользу «средневекового, вводящего в заблуждение метода униатства», что признание Римо-католической церкви церковью-сестрой немыслимо.
Решение Архиерейского Собора Русской православной церкви в феврале 1997 года о публикации Баламанского документа выплеск интереса к нему. В газете «Русь Православная» № 48 от 6 марта 1997 года, выходившей в качестве приложения к «Советской России», появилась публикация с заглавием «Баламандская уния?», где был напечатан текст Баламандского документа с купюрами, искажающими смысл документа, и комментарий к нему. В публикации давалась крайне негативная оценка Баламандскому документу. 16 марта 1997 года в феврале конференция Союза православных братств приняла резолюцию, в которой выражена обеспокоенность «Баламандским соглашением, резко противоречащим традиционному святоотеческому отношению к католицизму». В дальнейшем среди некоторых противников экуменизма и контактов с Католической церковью закрепилось именование данного документа «Баламандской унией». Среди ультраконсервативных клириков и мирян, уходивших из Русской православной церкви в различные неканонические юрисдикции, одной из причин такого ухода называлось заключение «баламандской унии» с католиками.

## Значение
Однако в действительности слияния православия и католичества не произошло. Как отмечал католический богослов и член совместной православно-католической комиссии по богословскому диалогу священник Вацлав Хрыневич, «выраженный в переломном документе новый образ мыслей не стал ни в одной из Церквей общераспространённым и общепринятым». По мнению православного историка Владислава Петрушко: «Выводы, сделанные в Баламанде, признавали по сути, что никакой преграды на пути к общению между католиками и православными нет. В то же время реально существующий комплекс противоречий между православием и католицизмом убеждал в обратном. Стремительное возрождение униатства на Западной Украине и его дальнейшее продвижение на Восток также заставляли Ватикан не торопиться с выводами об исторической несостоятельности унии, в которой вновь начинали видеть весьма действенное средство прозелитизма среди православных».
17 июля 1997 года Священный Синод русской православной церкви постановил: «Считать необходимым проведение специального всеправославного обсуждения Баламандского документа» и «Рекомендовать представленный Синодальной богословской комиссией комментарий к тексту Баламандского документа к публикации в церковной печати». Диакон Белорусской грекокатолической церкви Вячеслав Горчаков считает неправильным перевод на русский язык богословского понятия «l’uniatisme», которое используется в названии и в тексте Баламандской декларации, как «униатство», а не «униатизм», считая их разными понятиями.
Проблема униатства рассматривалась и на Восьмом пленарном заседании в Смешанной комиссии в Балтиморе (США). Предполагалось принятие документа, где рассматривалась бы уже конкретная практическая составляющая этой проблемы, учитывая тот факт, что Восточные Католические (униатские) Церкви несут своё служение в основном на исконной канонической территории соответствующих Православных Церквей. Документ не был принят, а затем рассмотрение данного вопроса было вовсе приостановлено.
По словам Патриарха Алексия II, Баламандскому соглашению «никогда не придавалось догматического значения».